# École d'agriculture de Cibeins
L'école d’agriculture de Cibeins est un domaine consacré à l'enseignement agricole situé à Cibeins sur la commune de Misérieux dans l'Ain en France, à environ 40 km au Nord de Lyon.

## Histoire
Le domaine est mentionné depuis 1097. En 1386, la famille Cholier fait édifier une maison forte sur le domaine,.
Le château de Cibeins est construit à partir de 1707. En 1717, Pierre Cholier fait construire la chapelle du domaine.

### Enseignement agricole
Dans les années 1910, le maire de Lyon, Édouard Herriot fait acheter par la ville de Lyon, le domaine de Cibeins pour en faire une école d'agriculture et pour y transférer certains dispositifs agricoles comme la Vacherie du Parc.
De 1919 à 1927, la ferme école est construite par Charles Meysson.
Le lieu est en 2017 toujours consacré à l'enseignement agricole accueillant le lycée agricole (EPLEFPA) de Cibeins. Il est parfois nommé lycée Édouard-Herriot.